# 清水宏 (コメディアン)
清水 宏（しみず ひろし、1966年1月21日 - ）は、日本のお笑いタレント、コメディアン、声優である。愛知県出身。血液型はO型。早稲田大学演劇研究会を母体とした劇団山の手事情社の出身（1985年 - 1994年）、石井光三オフィス所属を経て現在はフリー。日本スタンダップコメディ協会、会長。

## 概要
ハイテンションで大量の汗をかき、声を張り上げながら演じる「やる気マンマン男」という持ちネタがある。またシンバル漫談という、小ネタと小ネタの間にシンバルを鳴らす持ちネタ、ゴルフ、乗馬など様々な競技などに何の技術も持たない初心者ながら挑戦する「冒険ルポトーク」という体当たりな企画も行っている。この企画を始めたきっかけは、自分の強いエネルギーや感受性、一方で物凄いショックを受けたりするなどの特性を活かせて、わくわくするのを見せたいと思ったことだったという。また「映画予告編」という「もしもこんな映画があったらこんな予告編」的なシリーズネタがある。
オールナイトニッポン内の企画で、早稲田大学を再受験し合格した。
今まで二度、日比谷野外音楽堂でワンマンお笑いライブ『清水宏の真夏の大作戦!!〜やる気マンマン!日比谷ワンマン!〜』（2007年8月8日）、『清水宏の炎の演劇部!〜夏だ!野音だ!しみんぐスーン!!』（2009年8月7日）を行った、『特に二度目は、突然の豪雨の中、異様な熱気に包まれた。
また地元・東海地方のローカル番組にも出演している。名古屋弁のオバサンというキャラクターネタがある。
近年はメディアへの出演はほとんど行っておらず、2016年にぜんじろうと立ち上げた「日本スタンダップコメディ協会」（2024年4月11日解散）を中心に、舞台での漫談（＝スタンダップコメディ）に専心している。2011年のエディンバラ・フェスティバル・フリンジ出場など、海外での活動も積極的に行っている。

## 出演番組

### バラエティ
- 爆笑オンエアバトル（NHK総合テレビ） - 戦績0勝1敗、最高133KB
- ソリトン〜金の斧銀の斧（NHK教育テレビ）
- 大東京マカショ（フジテレビ）
- たまにはキンゴロー（フジテレビ）
- 明石家マンション物語（フジテレビ）
- 踊る!さんま御殿!!（日本テレビ）
- 月曜映画（日本テレビ）
- 東京B-ClassStory（TBS）
- てれび博物館 それってホント!?（東海テレビ）
- 王者マンへの道（名古屋テレビ）
- イエヤス（CBC）

### テレビドラマ
- 時効警察（2006年、テレビ朝日） - トンプク 役
- 加藤家へいらっしゃい! 〜名古屋嬢っ〜（メ〜テレ〈名古屋テレビ〉） - 宗方洋一 役
- ダムド・ファイル（メ〜テレ〈名古屋テレビ〉）
- 佐藤四姉妹（BS-i）
- スシ王子!（2007年、テレビ朝日系列） - 南総太郎 役
- マーダー★ミステリー 〜探偵・斑目瑞男の事件簿〜（2021年3月20日） - 熊田宏 役

### 舞台
- ナイロン100℃公演
  - カラフルメリィでオハヨ'97 〜いつもの軽い致命傷の朝〜（1997年）
  - ロンドン→パリ→東京（1999年）
  - 東京のSF（2002年）
  - シャープさんフラットさん（2008年）
- 押忍!!ふんどし部!（再演）（2012年） - 車先輩 役
- 青木豪演出「十二夜」（2020年3月） - フェステ 役

### テレビアニメ
- ビックリマン2000（1999年） - 霊天狗、アル・カッポレ 役
- メダロット（1999年） - ミスターうるち、ナレーター 役
- こちら葛飾区亀有公園前派出所（2000年） - ピエール西川口、佐殺気6兄弟（小一郎、小次郎、小三郎、小四郎、小五郎、小六郎） 役
- 遊☆戯☆王デュエルモンスターズGX（2004年） - クロノス・デ・メディチ 役
- おねがいマイメロディ（2005年） - 夢野雅彦、永代橋先生 役
- おねがいマイメロディ 〜くるくるシャッフル!〜（2006年） - 夢野雅彦、永代橋先生 役
- 家庭教師ヒットマンREBORN!（2006年） - ドクロ 役
- 妖怪人間ベム -HUMANOID MONSTER BEM-（2006年） - 店主 役
- おねがいマイメロディ すっきり♪（2007年） - 夢野雅彦、永代橋先生 役
- Saint October（2007年） - カフカ 役

### 劇場アニメ
- こちら葛飾区亀有公園前派出所 THE MOVIE2 UFO襲来! トルネード大作戦!!（2003年） - デューク藤堂 役[12]

### ゲーム
- メダロット3（2000年） - ミスターうるち 役
- メダロット3 パーツコレクション Zからの超戦場（2000年） - ミスターうるち 役
- メダロット4（2001年） - ミスターうるち 役
- メダロットBRAVE（2003年） - ミスターうるち 役
- 遊☆戯☆王デュエルモンスターズGX タッグフォース（2006年） - クロノス・デ・メディチ 役
- 遊☆戯☆王デュエルモンスターズGX タッグフォース2（2007年） - クロノス・デ・メディチ 役
- 遊☆戯☆王デュエルモンスターズGX タッグフォース3（2008年） - クロノス・デ・メディチ 役
- 遊戯王 デュエルリンクス（2017年） - クロノス・デ・メディチ 役
- メダロットS（2020年） - ミスターうるち 役

### ラジオ
- 清水宏のオールナイトニッポン（1992年10月 - 1994年3月 火曜2部、ニッポン放送）
- 伊集院光のOh!デカナイト（ニッポン放送） - 1993年9月6日、休暇の伊集院光の代理パーソナリティ
- エイジアンビート（ラジオたんぱ）
- 清水宏のPさせて!（YBSラジオ）
- くにまるワイド ごぜんさま〜（文化放送）
- 清水宏のDJ王子（文化放送）
- NEVERMIND!!〜清水宏の9時からの場外乱闘！明日のことはここでDo〜（2009年4月6日 - 2010年3月29日 月曜、FM-FUJI）

### ネット番組
- 社長のランチ（新宿放送局）